# 纳瓦夫里亚
纳瓦夫里亚，是西班牙卡斯蒂利亚-莱昂塞戈维亚省的一个市镇。 总面积30平方公里，总人口364人（2001年），人口密度12人/平方公里。